# Temporada da Indy Lights de 2021
A Temporada da Indy Lights de 2021 foi a trigésima-quinta da história da categoria e a décima-nona sancionada pela IndyCar. Teve como campeão Kyle Kirkwood, da equipe Andretti Autosport.
Foram realizadas 20 provas (10 rodadas duplas) entre os dias 17 de abril (Barber Motorsports Park, no estado do Alabama) e 19 de setembro, em Laguna Seca.

## Equipes e pilotos
| Equipe                                    | No. | Pilotos            | Rodadas     |
| ----------------------------------------- | --- | ------------------ | ----------- |
| Andretti Autosport                        | 27  | Robert Megennis    | Todas       |
| Andretti Autosport                        | 28  | Kyle Kirkwood      | Todas       |
| Andretti Autosport                        | 68  | Danial Frost       | Todas       |
| Andretti-Harding Steinbrenner Autosport   | 17  | Devlin DeFrancesco | Todas       |
| Carlin with Jay Howard Driver Development | 5   | Alex Peroni        | 1–14        |
| Carlin with Jay Howard Driver Development | 7   | Christian Bogle    | Todas       |
| Global Racing Group with HMD Motorsports  | 24  | Benjamin Pedersen  | Todas       |
| Global Racing Group with HMD Motorsports  | 26  | Linus Lundqvist    | Todas       |
| HMD Motorsports                           | 59  | Nikita Lastochkin  | 1–12        |
| HMD Motorsports                           | 59  | Manuel Sulaimán    | 15–20       |
| HMD Motorsports                           | 79  | David Malukas      | Todas       |
| Juncos Racing Juncos Hollinger Racing     | 2   | Sting Ray Robb     | Todas       |
| Juncos Racing Juncos Hollinger Racing     | 51  | Toby Sowery        | 1–14        |
| Juncos Racing Juncos Hollinger Racing     | 51  | Rasmus Lindh       | 15–20       |
| Pserra Racing/AS Promotions               | 11  | Antonio Serravalle | 1–14, 19–20 |

## Calendário
| Prova        | Nome da Corrida   | Circuito                                                                            | Data                                  | Local                   |
| ------------ | ----------------- | ----------------------------------------------------------------------------------- | ------------------------------------- | ----------------------- |
| 1            | 17–18 de abril    | Indy Lights Grand Prix of Barber Motorsports Park Presented by Cooper Tires         | R Barber Motorsports Park             | Alabama                 |
| 2            | 17–18 de abril    | Indy Lights Grand Prix of Barber Motorsports Park Presented by Cooper Tires         | R Barber Motorsports Park             | Alabama                 |
| 3            | 24–25 de abril    | Indy Lights Grand Prix of St. Petersburg Presented by Foundation Building Materials | R Ruas de St. Petersburg              | St. Petersburg, Flórida |
| 4            | 24–25 de abril    | Indy Lights Grand Prix of St. Petersburg Presented by Andersen Interior Contracting | R Ruas de St. Petersburg              | St. Petersburg, Flórida |
| 5            | 14–15 de maio     | Indy Lights Grand Prix of Indianapolis Presented by Cooper Tires                    | R Indianapolis Motor Speedway (misto) | Speedway, Indiana       |
| 6            | 14–15 de maio     | Indy Lights Grand Prix of Indianapolis Presented by Cooper Tires                    | R Indianapolis Motor Speedway (misto) | Speedway, Indiana       |
| 7            | 12–13 de junho    | Indy Lights Grand Prix of Detroit Presented by Cooper Tires                         | R Belle Isle Park                     | Detroit, Michigan       |
| 8            | 12–13 de junho    | Indy Lights Grand Prix of Detroit Presented by Cooper Tires                         | R Belle Isle Park                     | Detroit, Michigan       |
| 9            | 19–20 de junho    | Cooper Tires Grand Prix of Road America Powered by AER                              | R Road America                        | Elkhart Lake, Wisconsin |
| 10           | 19–20 de junho    | Cooper Tires Grand Prix of Road America Powered by AER                              | R Road America                        | Elkhart Lake, Wisconsin |
| 11           | 3–4 de julho      | Cooper Tires Indy Lights Grand Prix of Mid-Ohio                                     | R Mid-Ohio Sports Car Course          | Lexington, Ohio         |
| 12           | 3–4 de julho      | Cooper Tires Indy Lights Grand Prix of Mid-Ohio                                     | R Mid-Ohio Sports Car Course          | Lexington, Ohio         |
| 13           | 20–21 de agosto   | Cooper Tires Indy Lights Oval Challenge of St. Louis                                | O Gateway Motorsports Park            | Madison, Illinois       |
| 14           | 20–21 de agosto   | Cooper Tires Indy Lights Oval Challenge of St. Louis                                | O Gateway Motorsports Park            | Madison, Illinois       |
| 15           | 11–12 de setembro | Cooper Tires Indy Lights Grand Prix of Portland                                     | R Portland International Raceway      | Portland, Oregon        |
| 16           | 11–12 de setembro | Cooper Tires Indy Lights Grand Prix of Portland                                     | R Portland International Raceway      | Portland, Oregon        |
| 17           | 18–19 de setembro | Indy Lights Grand Prix of Monterey Presented by Cooper Tires                        | R WeatherTech Raceway Laguna Seca     | Monterey, Califórnia    |
| 18           | 18–19 de setembro | Indy Lights Grand Prix of Monterey Presented by Cooper Tires                        | R WeatherTech Raceway Laguna Seca     | Monterey, Califórnia    |
| 19           | 1–3 de outubro    | VP Racing Fuels Champhionship Weekend Presented By Cooper Tires                     | R Mid-Ohio Sports Car Course          | Lexington, Ohio         |
| 20           | 1–3 de outubro    | VP Racing Fuels Champhionship Weekend Presented By Cooper Tires                     | R Mid-Ohio Sports Car Course          | Lexington, Ohio         |
| Referências: |                   |                                                                                     |                                       |                         |

## Resultados
| Etapa | Corrida           | Pole position   | Volta mais rápida | Líder por mais voltas | Vencedor        | Vencedor           |
| Etapa | Corrida           | Pole position   | Volta mais rápida | Líder por mais voltas | Piloto          | Equipe             |
| ----- | ----------------- | --------------- | ----------------- | --------------------- | --------------- | ------------------ |
| 1     | Birmingham 1      | Linus Lundqvist | Toby Sowery       | Linus Lundqvist       | Linus Lundqvist | HMD Motorsports    |
| 2     | Birmingham 2      | David Malukas   | David Malukas     | David Malukas         | David Malukas   | HMD Motorsports    |
| 3     | St. Petersburg 1  | Kyle Kirkwood   | Kyle Kirkwood     | Kyle Kirkwood         | Kyle Kirkwood   | Andretti Autosport |
| 4     | St. Petersburg 2  | David Malukas   | Kyle Kirkwood     | David Malukas         | David Malukas   | HMD Motorsports    |
| 5     | Indianapolis GP 1 | Linus Lundqvist | Linus Lundqvist   | Linus Lundqvist       | Linus Lundqvist | HMD Motorsports    |
| 6     | Indianapolis GP 2 | David Malukas   | Kyle Kirkwood     | David Malukas         | David Malukas   | HMD Motorsports    |
| 7     | Detroit 1         | Kyle Kirkwood   | Linus Lundqvist   | Kyle Kirkwood         | Kyle Kirkwood   | Andretti Autosport |
| 8     | Detroit 2         | Linus Lundqvist | David Malukas     | Kyle Kirkwood         | Kyle Kirkwood   | Andretti Autosport |
| 9     | Road America 1    | Danial Frost    | Kyle Kirkwood     | Kyle Kirkwood         | Kyle Kirkwood   | Andretti Autosport |
| 10    | Road America 2    | Danial Frost    | Robert Megennis   | David Malukas         | David Malukas   | HMD Motorsports    |
| 11    | Mid-Ohio 1        | Kyle Kirkwood   | Kyle Kirkwood     | Kyle Kirkwood         | Kyle Kirkwood   | Andretti Autosport |
| 12    | Mid-Ohio 2        | Danial Frost    | Danial Frost      | Kyle Kirkwood         | Kyle Kirkwood   | Andretti Autosport |
| 13    | Gateway 1         | David Malukas   | David Malukas     | David Malukas         | David Malukas   | HMD Motorsports    |
| 14    | Gateway 2         | Kyle Kirkwood   | Kyle Kirkwood     | Kyle Kirkwood         | David Malukas   | HMD Motorsports    |
| 15    | Portland 1        | David Malukas   | Kyle Kirkwood     | David Malukas         | David Malukas   | HMD Motorsports    |
| 16    | Portland 2        | David Malukas   | Benjamin Pedersen | Kyle Kirkwood         | Kyle Kirkwood   | Andretti Autosport |
| 17    | Laguna Seca 1     | Kyle Kirkwood   | Kyle Kirkwood     | Kyle Kirkwood         | Kyle Kirkwood   | Andretti Autosport |
| 18    | Laguna Seca 2     | Kyle Kirkwood   | Kyle Kirkwood     | Kyle Kirkwood         | Kyle Kirkwood   | Andretti Autosport |
| 19    | Mid-Ohio 3        | Kyle Kirkwood   | Danial Frost      | Kyle Kirkwood         | Kyle Kirkwood   | Andretti Autosport |
| 20    | Mid-Ohio 4        | David Malukas   | David Malukas     | Linus Lundqvist       | Linus Lundqvist | HMD Motorsports    |